# Gottfried von Erdmannsdorff
Heinrich Otto Gottfried von Erdmannsdorff (* 25. April 1893 in Kamenz; † 30. Januar 1946 in Minsk, Sowjetunion) war ein deutscher Generalmajor im Zweiten Weltkrieg.

## Leben

### Herkunft
Gottfried war ein Sohn des königlich sächsischen Amtmanns und Rittmeisters a. D. Heinrich von Erdmannsdorff (* 1852) und dessen Ehefrau Gertrud, geborene von Schönberg (* 1865) aus dem Hause Kreipitzsch. Der spätere General der Infanterie Werner von Erdmannsdorff war sein älterer Bruder.

### Frühe Jahre und Erster Weltkrieg
Erdmannsdorff trat am 8. Februar 1913 als Fähnrich in das 2. Jäger-Bataillon Nr. 13 der Sächsischen Armee in Dresden ein. Von Mai 1913 bis Januar 1914 besuchte der angehende Offizier die Kriegsschule Hannover. Am 24. Februar 1914 erfolgte seine Beförderung zum Leutnant. Bei Ausbruch des Ersten Weltkrieges zog er als Kompanieoffizier in der 1. Kompanie seiner Stammeinheit ins Feld.
Das Bataillon wurde an der Westfront eingesetzt, wo Erdmannsdorff am 29. September verwundet wurde. Nach seiner Genesung im November 1914 kam er zunächst in das Ersatz-Bataillon und wurde im Dezember 1914 wieder an die Front versetzt. Im August 1916 erfolgte seine Versetzung zum Stab im Jäger-Regiment zu Pferde Nr. 7. Mitte Januar 1917 kehrte Erdmannsdorff zu seinem Stammbataillon zurück, wo er bis August 1917 die Stellung eines Kompanieführers innehatte. Anschließend, inzwischen zum Oberleutnant befördert, erfolgte bis Anfang Dezember 1917 die gleiche Verwendung im Reserve-Jäger-Regiment Nr. 26. Mitte Dezember übernahm Erdmannsdorff kurzfristig die Stellung des stellvertretenden Regimentsadjutanten im Jäger-Regiment zu Pferde Nr. 7. Mitte Januar 1918 wechselte er als Kompanieführer zum Reserve Jäger-Bataillon Nr. 26 über, wo er ab Mai 1918 als Adjutant tätig war. Am 3. Juni 1918 wurde Erdmannsdorff zum zweiten Mal verwundet. Nach der Wiederherstellung seiner Gesundheit kam er im August 1918 zum Reserve-Jäger-Bataillon Nr. 13 und im Monat darauf wieder zur Feldverwendung im Jäger-Regiment zu Pferde Nr. 7 wo er als Regimentsadjutant eingesetzt wurde.
Für sein Verhalten erhielt Erdmannsdorff neben beiden Klassen des Eisernen Kreuzes, das Verwundetenabzeichen in Silber, das Ritterkreuz II. Klasse des Verdienstordens mit Schwertern sowie des Albrechts-Ordens mit Schwertern, das Reußische Ehrenkreuz III. Klasse mit Schwertern und das Kriegsverdienstkreuz. Nach dem Waffenstillstand von Compiègne marschierte Erdmannsdorff mit seinem Regiment in die Heimat zurück und wurde dort demobilisiert.

### Reichswehr und Übergang zur Wehrmacht
Im Januar 1919 kehrte Erdmannsdorff zu seiner Stammeinheit, dem 2. Jäger-Bataillon Nr. 13, zurück, welches sich in der Demobilisierung befand. Am 25. Februar 1919 trat Erdmannsdorff dem Freikorps Grenzjäger-Abteilung 1 bei, wo er als Kompanieführer eingesetzt wurde. Diese Einheit ging mit der Bildung der Vorläufigen Reichswehr in das Reichswehr-Grenz-Jäger-Regiment 23 auf und Erdmannsdorff wurde hier weiterhin als Kompanieoffizier verwendet. Mit der weiteren Verringerung des Heeres und der Schaffung der Reichswehr war Erdmannsdorff ab 1. Januar 1921 als Ordonnanzoffizier im Stab des 10. Infanterie-Regiments tätig. Nach seiner Beförderung zum Hauptmann am 1. April 1925 diente er als Chef der 16. Kompanie, später als Chef der 6. Kompanie. Am 31. März 1933 wurde Erdmannsdorf aus dem Militärdienst verabschiedet.
Seine Reaktivierung erhielt Erdmannsdorff am 1. April 1934 als Kommandeur des III. Bataillons des Infanterie-Regiments Kolberg. In dieser Funktion wurde er am 1. Mai 1934 zum Major und am 1. Oktober 1936 zum Oberstleutnant befördert. Ab 15. Oktober 1935 erhielt das Regiment durch Umbenennung die Bezeichnung Infanterie-Regiment 4. Am 10. November 1938 wurde Erdmannsdorf zum Kommandanten von Erfurt ernannt; eine Stellung die er, über den Ausbruch des Zweiten Weltkrieges bis September 1939 ausfüllte. Am 1. Juni 1939 war er bereits zum Oberst befördert worden.

### Zweiter Weltkrieg
Erdmannsdorff wurde während des deutschen Überfalls auf Polen am 10. September 1939 in den Generalstab der 14. Armee unter dem Oberbefehlshaber Wilhelm List kommandiert. Die Armee war Teil der Heeresgruppe Süd. Nach dem Überfall auf Polen wurde die Armee an die Westgrenze verlegt und in das Armee-Oberkommando 12 umbenannt. Am 1. November 1939 erhielt Erdmannsdorff seine Ernennung zum Kommandeur des Infanterie-Regiments 171. Mit diesem nahm der Oberst im Frühjahr 1940 am Westfeldzug teil. Im Ostfeldzug war das Regiment unter Erdmannsdorff Teil der 56. Infanterie-Division im Rahmen der Heeresgruppe Süd, später der Heeresgruppe Mitte in dessen rückwärtigen Gebiet sie Sicherungsaufgaben wahrnahm. Hier erhielt Erdmannsdorf am 14. Februar 1942 das Deutsche Kreuz in Gold und am 20. März 1942 das Ritterkreuz des Eisernen Kreuzes verliehen. Am 5. Oktober 1942 wurde Erdmannsdorf mit der Führung der Division 465 beauftragt, dessen Befehlshaber er zum 1. Dezember 1942 unter gleichzeitiger Beförderung zum Generalmajor wurde. Die Division lag zunächst in Frankreich und wurde später in den Wehrkreis V verlegt. Im März 1944 gab Erdmannsdorff das Kommando der Division an Generalleutnant Kurt Hoffmann ab und trat vorübergehend in die Führerreserve ein. Am 1. April 1944 erfolgte seine Ernennung zum Kommandanten der von Hitler zum Festen Platz erklärten Stadt Mogilev. Die Stadt wurde Ende Juni 1944 zusammen mit der 12. Infanterie-Division unter Generalleutnant Rudolf Bamler im Zuge der Operation Bagration eingekesselt und nach schweren Kämpfen von der Roten Armee eingenommen.

### Kriegsgefangenschaft und Hinrichtung
Am 28. Juni 1944 geriet Erdmannsdorff in sowjetische Kriegsgefangenschaft. Obwohl sich der Generalmajor mit den Zielen des Bundes Deutscher Offiziere identifizierte – er war Mitunterzeichner des Aufrufes der 50 Generale an Volk und Wehrmacht – wurde er im Januar 1946 im Minsker Prozess in zahlreichen Punkten angeklagt. Darunter die Deportation von 10.000 Menschen, die Zerstörung von Dörfern, Schulen und Kirchen, die Erschießungen von Arbeitsunfähigen während des Baus von Befestigungsanlagen, die Benutzung von Menschen als lebendige Hindernisse und die Organisation von drei blutigen Strafaktionen gegen friedliche Bürger unter dem Deckmantel der Partisanenbekämpfung sowie die Einrichtung von Lagern, in denen viele Menschen umkamen. Nach einem Prozess vor einem sowjetischen Militärtribunal, wurde er aufgrund diverser Anschuldigungen zum Tode verurteilt. Am 30. Januar 1946 wurde das Urteil auf der Minsker Pferderennbahn öffentlich durch Hängen vollstreckt.